# Taobao
Taobao (chinois : 淘宝网 ; pinyin : Táobǎo wǎng ; litt. « réseau, choisir des trésors ») est le principal site web de vente en ligne de Chine, mis en ligne en 2003.

## Histoire et présentation

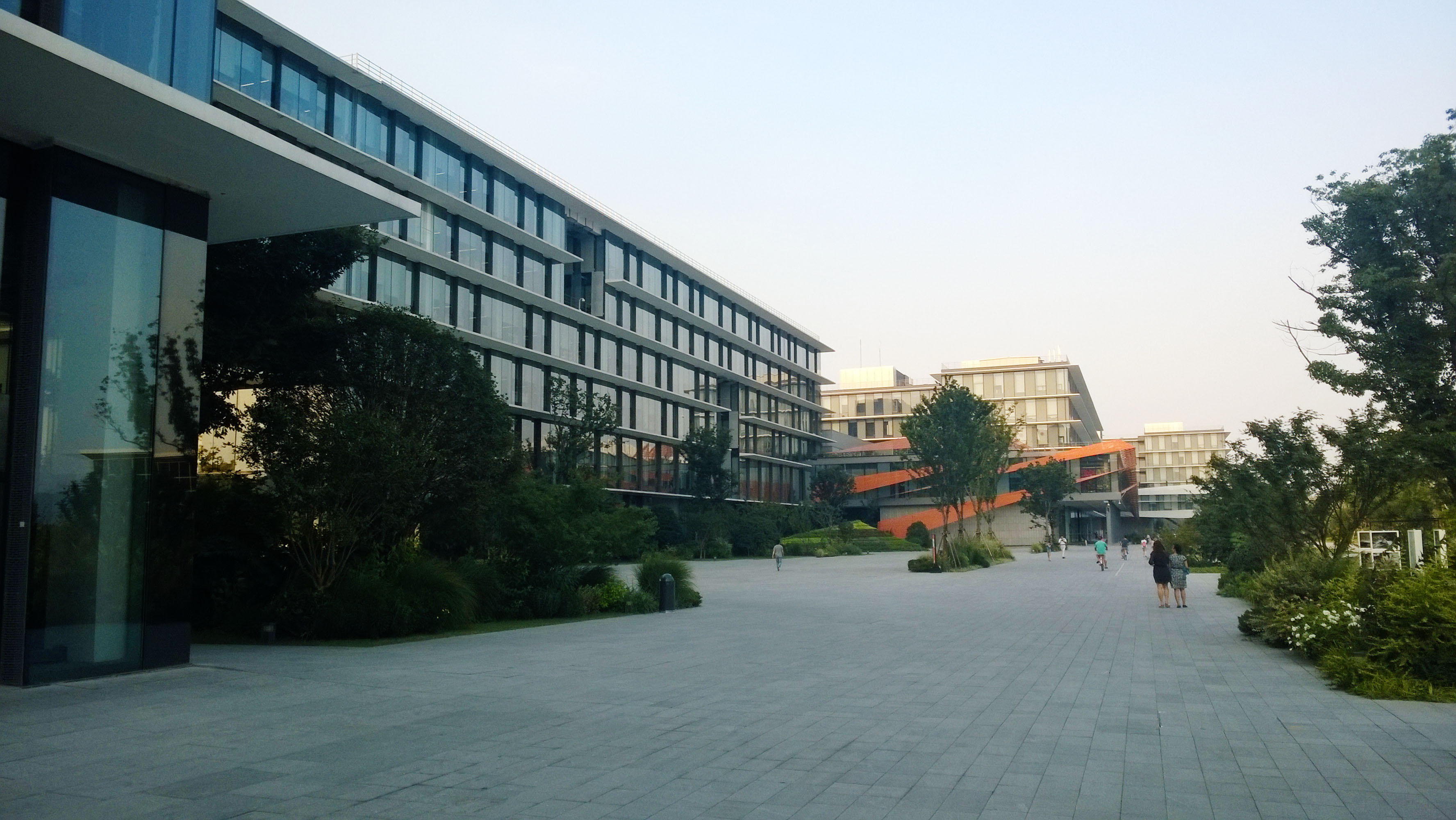
Siège social du groupe Alibaba à Hangzhou.

Le service est utilisé par plus de sept millions de Chinois et fait partie du groupe chinois, fondé en 1999, Alibaba Group (qui possède aussi Alibaba.com, coté à la bourse de New York depuis septembre 2014). En date du 14 janvier 2016, le site était classé au 11e rang mondial par Alexa, alors que DoubleClick le classait 18e quelque temps auparavant. Il propose des ventes au détail et en gros. La seule langue disponible est le chinois.
Les transactions avoisinent un volume de 400 milliards de Yuan en 2010, ce qui montre que les transactions ont doublé en un an, s'établissant à 200 milliards en 2009. Les utilisateurs peuvent passer par le système de paiement AliPay.
On dénombre 370 millions d'utilisateurs possédant un compte fin 2010 et plus de 800 millions d'articles sont listés,
Ce site utilise le serveur HTTP Tengine, un dérivé de Nginx patché par Taobao pour fournir son contenu.
En novembre 2017, deux Boeing 747-400 ont été vendus aux enchères sur la plateforme ; l'événement a été suivi par 800 000 internautes.